# Eduardo Endériz
Eduardo Endériz (Montevideo, 28 luglio 1940 – Valladolid, 24 agosto 1999) è stato un calciatore uruguaiano naturalizzato spagnolo, di ruolo centrocampista.

## Carriera

### Nazionale
Nel 1958 partecipò con la Nazionale Under-19 di calcio dell'Uruguay al Campionato sudamericano di calcio Under-19, vincendolo.

## Palmarès

### Club

#### Competizioni nazionali
- Coppa di Spagna: 2

Saragozza: 1963-1964, 1965-1966

#### Competizioni internazionali
- Coppa delle Fiere: 1

Saragozza: 1963-1964

### Nazionale
- Campionato sudamericano Under-19: 1

Cile 1958